# Herz aus Glas
Herz aus Glas (en alemany Cor de vidre) és una pel·lícula alemanya del 1976 dirigida i produïda per Werner Herzog, ambientada a la Baviera del segle XVIII. La pel·lícula va ser escrita per Herzog, basada en part en una història de Herbert Achternbusch. El personatge principal és Hias, basat en el llegendari profeta bavarès Mühlhiasl.

## Trama
L'escenari és una ciutat de Baviera del segle XVIII amb una fàbrica de bufat de vidre que produeix un brillant vidre robí. Quan el mestre bufador de vidre mor, es perd el secret de produir-lo. El baró local, propietari de la fàbrica, està obsessionat amb el got robí i creu que té propietats màgiques. Amb la pèrdua del secret, cau en la bogeria juntament amb la resta de la gent del poble. El personatge principal és Hias, un vident dels turons, que prediu la destrucció de la fàbrica en un incendi.

## Repartiment
- Josef Bierbichler: Hias
- Stefan Güttler: Hüttenbesitzer
- Clemens Scheitz: Adalbert
- Sonja Skiba: Ludmilla

## Producció
Durant el rodatge, gairebé tots els actors van actuar mentre es trobaven sota hipnosi. Tots els actors de cada escena van ser hipnotitzats, a excepció del personatge Hias i els bufadors de vidre professionals que apareixen a la pel·lícula. Els actors hipnotitzats ofereixen actuacions molt estranyes, que Herzog pretenia suggerir l'estat de trànsit dels habitants de la història. Herzog va proporcionar als actors la major part dels seus diàlegs, memoritzats durant la hipnosi. No obstant això, molts dels gestos i moviments dels actors hipnotitzats es van produir espontàniament durant el rodatge.
La major part de la pel·lícula es va rodar a Baviera, a poques milles d'on Herzog es va criar al remot poble de Sachrang (enclavat als Alps de Chiemgau), i també a un poble proper a Suïssa. Altres breus plans d'escenes de paisatges es van filmar en diversos llocs del món que Herzog va explorar, inclòs el Parc Nacional de Yellowstone. La conclusió de la pel·lícula es va rodar a les illes Skellig.
Herzog, juntament amb altres membres de la tripulació, té un cameo com un dels homes que porta una càrrega de vidre robí al riu.